# کولی عشق
کولی عشق دومین آلبوم استودیویی شهرام شکوهی می‌باشد. این آلبوم در تاریخ ۱ بهمن ۱۳۹۲ منتشر شد.
سبک این آلبوم تلفیقی از موسیقی فلامنکو و پاپ است.
قطعه عاشقان موسیقی تیتراژ پایانی مجموعه تلویزیونی زمانی برای عاشقی می‌باشد.

## عوامل آلبوم
- ترانه سرایان (علی بحرینی، مهلا سلیمانی، مهدیه عرب، شهرام شکوهی)
- آهنگسازان (میلاد ترابی، شهرام شکوهی)
- تنظیم کنندگان (میلاد ترابی، امیرحسین کاشانیان، گرشا رضائی)
- میکس و مسترینگ (میلاد ترابی، گرشا رضائی)

### نوازندگان
- گیتار فلامنکو (امیرحسین کاشانیان)
- گیتار بیس (گرشا رضائی)
- پیانو (رضا تاجبخش)
- ویولن (میثم مروستی)

## فهرست آهنگ‌ها
| R  | نام آهنگ           | ترانه        | آهنگ                      | تنظیم             | میکس و مستر |
| -- | ------------------ | ------------ | ------------------------- | ----------------- | ----------- |
| ۱  | انگیزه             | علی بحرینی   | شهرام شکوهی و میلاد ترابی | میلاد ترابی       | میلاد ترابی |
| ۲  | توبه شکستم         | شهرام شکوهی  | شهرام شکوهی               | امیرحسین کاشانیان | گرشا رضائی  |
| ۳  | بخند می‌خوامت       | مهدیه عرب    | شهرام شکوهی               | میلاد ترابی       | میلاد ترابی |
| ۴  | جان خسته           | شهرام شکوهی  | شهرام شکوهی               | امیرحسین کاشانیان | گرشا رضائی  |
| ۵  | شب و بارون         | مهدیه عرب    | شهرام شکوهی               | گرشا رضائی        | گرشا رضائی  |
| ۶  | حسرت شیرین         | مهلا سلیمانی | شهرام شکوهی               | میلاد ترابی       | میلاد ترابی |
| ۷  | پروانه شدم         | شهرام شکوهی  | شهرام شکوهی               | امیرحسین کاشانیان | گرشا رضائی  |
| ۸  | دونه دونه          | علی بحرینی   | شهرام شکوهی               | میلاد ترابی       | میلاد ترابی |
| ۹  | خیال کن            | مهلا سلیمانی | شهرام شکوهی               | میلاد ترابی       | میلاد ترابی |
| ۱۰ | از ما بعیده        | علی بحرینی   | شهرام شکوهی               | امیرحسین کاشانیان | گرشا رضائی  |
| ۱۱ | از ماست که بر ماست | شهرام شکوهی  | شهرام شکوهی               | امیرحسین کاشانیان | گرشا رضائی  |
| ۱۲ | عاشقان             | شهرام شکوهی  | شهرام شکوهی               | امیرحسین کاشانیان | گرشا رضائی  |